# Drosophila torquata
Drosophila torquata este o specie de muște din genul Drosophila, familia Drosophilidae, descrisă de Zhang și Masanori Joseph Toda în anul 1995. Conform Catalogue of Life specia Drosophila torquata nu are subspecii cunoscute.